# Mariage consanguin

Mariages consanguins (cousins jusqu'au 2e degré) dans le monde, en pourcentage (%),.
<1
1–4
5-9
10-19
20-29
30-39
40-49
50+

Un mariage consanguin est un mariage entre deux personnes présentant un degré élevé de consanguinité.

## Interdictions

### Dans le monde

Légalité du mariage entre cousins dans le monde.
Mariage autorisé entre cousins au 1er degré
Autorisé avec restrictions ou exceptions
Légalité dépendant de la religion ou de la culture
Interdiction du mariage entre cousins au 1er degré
Interdit avec exceptions
Considéré comme un délit
Données indisponibles

Les mariages consanguins sont en général interdits par la loi ou par la coutume quand le degré de parenté est trop étroit. Les règles de parenté déterminant la consanguinité d'un mariage varient d'un pays à l'autre.
Aux États-Unis, ce point de droit revient aux états fédérés. Il existe de nombreuses variantes, comme d'autoriser le mariage uniquement en cas de stérilité. La Caroline du Nord interdit uniquement les mariages entre doubles cousins (si les parents des candidats au mariage forment deux duos frère-sœur).

### En France
En France, avant la Révolution, le droit applicable était celui de l'Église.
De nos jours, le mariage est interdit si les deux personnes prétendant au mariage sont :
- frère et sœur, même en cas d'adoption (la loi sur le mariage homosexuel a précisé que le mariage entre frères ou entre sœurs est également interdit) ;
- ascendant et descendant (le lien de parenté est direct entre enfant et parent), même en cas d'adoption ;
- entre beaux-parents (parâtre, marâtre) et beau-fils ou belle-fille (ex. : une fille d'un premier mariage et le deuxième mari de sa mère). Cette interdiction peut être levée par le président de la République si la personne qui a créé l'alliance est décédée. Toutefois en pratique certains mariages ont pu être célébrés[5] ;
- oncle et nièce, oncle et neveu, neveu et tante ou nièce et tante (interdiction qui peut être levée par le président de la République).

Le droit français autorise cependant le mariage entre belle-sœur et beau-frère, entre cousins (peu importe le sexe), entre oncle et nièce adoptive et entre tante et neveu adoptif.

## Droit canonique de l'Église catholique
Le Code de droit canonique de 1983 prohibe les mariages entre personnes parentes entre elles en ligne directe (père-fille ; mère-fils) ou en ligne collatérale jusqu'au quatrième degré inclus. Ces mesures pourraient dater du VIe siècle. Une dispense de l’évêque était nécessaire pour épouser son cousin. Sachant que le nouveau Code de droit canonique suit, comme le droit civil français, le droit romain pour le mode de calcul de la consanguinité (en ligne collatérale, on compte toutes les personnes sauf la souche commune), le quatrième degré en ligne collatérale correspond donc aux cousins germains.
Au VIIIe siècle, l'Église prohibe le mariage avec un parent au septième degré, les degrés étant alors comptés selon la coutume germanique comme le nombre de générations séparant les parents de leur ancêtre commun; ce système, extrêmement restrictif, est en pratique compensé par une tolérance de fait au delà des premiers degrés.
Le canon 1078 dispose toutefois qu'il n'y a jamais de dispense en ligne directe ou au second degré en ligne collatérale (frère et sœur). Un mariage consanguin au troisième degré canonique (neveu ou nièce) ou au quatrième degré canonique (cousins germains) peut être conclu sous réserve d'une dispense émanant d'un évêque (cas assez exceptionnel).
Au-delà du quatrième degré (exemple : cinquième degré : neveux ou nièce à la mode de Bretagne, sixième degré : cousins issus de germain du parent), il n'y a plus de dispenses requises.

## Exemples
En 2013, plus du tiers des bébés d'origine pakistanaise nés à Bradford (Angleterre) sont issus d'une union entre cousins germains, entraînant un doublement du risque de malformation congénitale.
Lors d'un recensement mené en 2017-2018, près de la moitié des Pakistanaises âgées de 15 à 49 ans déclarent avoir épousé un cousin germain. Il s'y ajoute les couples issus d'une même communauté villageoise, qui ont presque tous en commun des ancêtres récents. La consanguinité est inscrite dans la culture pakistanaise, en partie parce qu'on estime que ces épouses risquent moins d'être maltraitées, et dans les villages afin d'éviter que leurs filles partent loin. Il en résulte une plus forte prépondérance au Pakistan qu'ailleurs de certaines maladies génétiques comme les thalassémies, la mucoviscidose et l'amyotrophie musculaire spinale. Les assemblées provinciales du Sind et du Khyber Pakhtunkhwa ont adopté en 2013 une loi rendant obligatoire le dépistage de la thalassémie chez les couples mariés, mais elle n'était toujours pas appliquée dix ans plus tard.